# Sinopsilonyx
Sinopsilonyx is een vliegengeslacht uit de familie van de roofvliegen (Asilidae).

## Soorten
- S. tibialis Hsia, 1949